# Xilitla
Xilitla är en ort i Mexiko.   Den ligger i kommunen Xilitla och delstaten San Luis Potosí, i den centrala delen av landet, 220 km norr om huvudstaden Mexico City. Xilitla ligger 654 meter över havet och antalet invånare är 5 906.
Terrängen runt Xilitla är bergig västerut, men österut är den kuperad. Terrängen runt Xilitla sluttar österut. Runt Xilitla är det ganska tätbefolkat, med 90 invånare per kvadratkilometer. Närmaste större samhälle är Villa Terrazas, 13,2 km öster om Xilitla. I omgivningarna runt Xilitla växer i huvudsak städsegrön lövskog.